# Alfons Sampsted
Alfons Sampsted (Kópavogur, 6 april 1998) is een IJslandse voetballer die speelt als rechtsback. Vanaf januari 2023 speelt hij voor FC Twente.

## Clubcarrière
Sampsted werd opgeleid door Breiðablik in Kópavogur. Terwijl hij hier onder contract stond werd hij onder andere verhuurd aan Þór Akureyri. In 2016 speelde hij de meeste wedstrijden van Breiðablik. Het team eindigde als zesde eindigde in de competitie.
In januari 2017 verhuisde hij naar de Zweedse club IFK Norrköping. Hij speelde daar slechts twee wedstrijden en werd onder andere verhuurd aan IF Sylvia en Landskrona BoIS in Zweden en zijn oorspronkelijke club Breiðablik.
In februari 2020 verhuisde hij naar de Noorse club Bodø/Glimt. In de seizoenen 2020 en 2021 won hij met de club de landstitel.
In december 2022 werd hij tot en met het einde van het seizoen 2025/2026 gecontracteerd door FC Twente. Dit mede met het oog op een mogelijk vertrek van Joshua Brenet. De club wilde hem transfervrij overnemen, maar betaalde - omdat de speler al in 2022 met de club trainde - alsnog een vergoeding.

## Interlandcarrière
Sampsted was op 15 november 2020 de speler met de hoogste aantal wedstrijden in het IJslandse nationale team van spelers met een leeftijd tot 21 jaar met 30 wedstrijden. Sinds 2020 komt hij uit voor het IJslands mannenvoetbalelftal.